# Albert Dickin
Albert Edward Dickin (ur. 11 stycznia 1901 w Twickenham, zm. 5 maja 1955 w Birmingham) – angielski pływak i skoczek reprezentujący Wielką Brytanię, uczestnik igrzysk olimpijskich.
Dickin reprezentował kraj na igrzyskach olimpijskich trzykrotnie.
Podczas VII Letnich Igrzysk Olimpijskich w 1920 roku rozgrywanych w Antwerpii reprezentował kraj w dwóch konkurencjach. W wyścigu pływackim na dystansie 100 metrów stylem dowolnym startował w pierwszym wyścigu eliminacyjnym. Z nieznanym czasem zajął ostatnie, piąte miejsce i odpadł z dalszej rywalizacji. W konkursie skoków do wody z wieży startował w pierwszej grupie skoczków. Z wynikiem 140,5 punktu zajął czwarte miejsce i nie awansował do finału.
Cztery lata później, podczas VIII Letnich Igrzysk Olimpijskich w Paryżu Dickin wystartował w trzech konkurencjach. W konkursie skoków z wieży wystartował w pierwszej grupie eliminacyjnej. Z wynikiem 141 punktów zajął szóste miejsce i odpadł z dalszej rywalizacji. W wyścigu pływackim na dystansie 100 metrów stylem dowolnym Brytyjczyk wystartował w drugim wyścigu eliminacyjnym. Zajął w nim piąte miejsce z czasem 1:06,0, co oznaczało da niego koniec rywalizacji. Dickin płynął także na drugiej zmianie brytyjskiej sztafety 4 × 200 m stylem dowolnym. Ekipa brytyjska zajęła w finale piąte miejsce z czasem 10:29,4.
Podczas IX Letnich Igrzysk Olimpijskich w 1928 roku rozgrywanych w Amsterdamie, Dickin reprezentował kraj w jednej konkurencji. W wyścigu sztafet 4 × 200 m stylem dowolnym płynął na ostatniej zmianie. Ekipa brytyjska dotarła do finału, gdzie z czasem 10:15,8 zajęła szóste miejsce.
Jego starszy brat Jack Dickin również był pływakiem, olimpijczykiem z 1920.
Dickin reprezentował barwy klubu Polytechnic Swimming Club.